# Долна Шушая
Долна Шушая (на сръбски: Доња Шушаја или Donja Šušaja) е село в Югоизточна Сърбия, Пчински окръг, община Прешево.

## Население
Според статистиката на Васил Кънчов („Македония. Етнография и статистика“) от 1900 година Щушая е населявано от 110 жители арнаути мохамедани.
Албанците в община Прешево бойкотират проведеното през 2011 г. преброяване на населението.
Според преброяването на населението от 2002 г. селото има 342 жители.

### Етнически състав
Данните за етническия състав на населението са от преброяването през 2002 г.
- албанци – 341 жители (99,70%)
- неизвестно – 1 жител